# Kyat

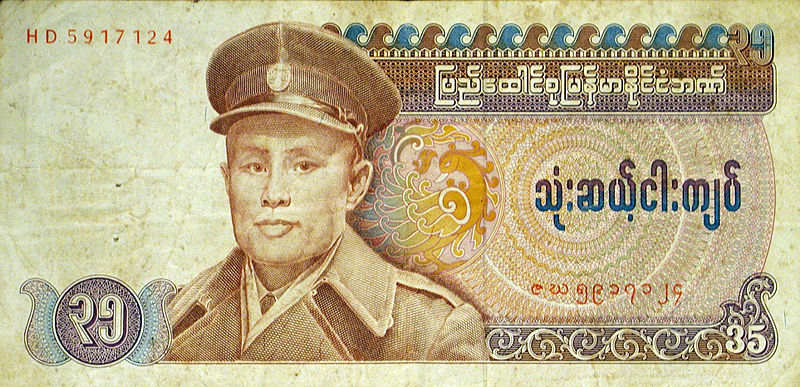
Bancnotă cu valoare nominală de 35 kyat (avers)

Kyat (în limba birmaneză: , se pronunță: [cia]) este unitatea monetară a statului Myanmar, țară cunoscută adesea sub numele de Birmania. Codul său ISO 4217 este MMK. Un kiat se divide în 100 pyas („sutimi”).
La data de 15 august 2011, ratele de schimb erau următoarele:
- 1 euro = 9,1996 kyat;
- 1 kyat = 0,1087 euro;
- 1 dolar USA ≈ 6,3703 kyat;
- 1 kyat ≈ 0,157 dolari USA.